# Sa'eb Tabrizi
Mīrzā Moḥammad ‘Alī Sā’eb Tabrīzī (persisch صائب تبریزی, DMG Ṣā’eb-e Tabrīzī), geboren ca. 1595 in Isfahan, gestorben 1676 ebenda, war ein persischer Dichter der Safavidenzeit.

## Leben
Sā’eb wurde in Isfahan in eine reiche Händlerfamilie geboren, die aus Tabriz stammte und von Schah Abbas I. aus ihrer damals grenznahen Heimatstadt in die neue Hauptstadt Isfahan umgesiedelt worden war. Sein Onkel Schamsuddīn „Schīrīn-qalam“ (persisch شيرين قلم, DMG Šīrīn-Qalam, ‚der mit dem süßen [=zauberhaften] Schreibstift‘) war ein berühmter Kalligraph. 1624/5 ging Sā’eb nach Indien, wie viele Dichter seiner Zeit. Dort fand er schnell einen Patron im Gouverneur von Kabul, Ẓafar Khān, dessen Poesielehrer er wurde. Sieben Jahre lang begleitete er ihn und seinen Vater Chwāja Abu l-Ḥasan, besonders in den Dekkankriegen. Sein Vater kam selbst nach Agra, um ihn zurückzuholen, aber erst 1632, nachdem sein Patron Gouverneur von Kaschmir geworden war, ging er zurück nach Isfahan. Dort wurde er Hofdichter und wurde auch in den Kaffeehäusern und bei Fürsten und Kaufleuten gehört und gelesen. Da er aus einer reichen Familie kam, hatte er keine Geldprobleme, wohnte in einer großen Villa, und hatte einen eigenen Kalligraphen für die Vervielfältigung seiner Bücher. Sā'eb starb 1676 in Isfahan. Über seinem Grab wurde im 20. Jahrhundert ein Mausoleum erbaut, das zu den Sehenswürdigkeiten Isfahans zählt.

## Werk
Sein Werk ist riesig. Mindestens 75.000 Verse sind auf jeden Fall echt, und fast alles ist Lyrik, nicht Epik. Es gibt ein kleines Epos zur Eroberung Qandahārs durch Schah Abbas II., und um die 50 Kassiden. Der Rest sind um die 7000 Ghaselen. Damit ist sein literarisches Werk insgesamt größer als das von Rūmī (dessen Gedichtsammlung „Dīvān-e Schams“ 35.000 Verse und dessen Epos „Masnavī“ 25.700 Verse hat). Ca. 20 seiner Ghaselen sind in seiner Muttersprache Aserbaidschanisch. Außerdem spielt Sā’eb in seiner Poesie gern mit der damaligen Isfahaner Umgangssprache, so dass sein Werk auch eine Quelle für den damaligen Slang der safavidischen Hauptstadt ist.
Als guter Kenner der gesamten persischen Literatur hat Sā’eb sämtliche klassischen Themen behandelt, und zwar in seinem eigenen Stil. Durch seine Aktivitäten am Hof und im gebildeten Bürgertum von Isfahan gelang es ihm, Beobachtungen aus den verschiedensten Bereichen des Lebens zu machen und kraft seines poetischen Talentes in seine Lyrik zu integrieren. Seine Gedichte behandeln Alltägliches ebenso wie die Liebe und philosophische Meditationen. Er ist ein guter Analytiker von Emotionen und ein guter Theoretiker seiner eigenen Poesie. Vor allem hört man immer wieder Ratschläge heraus, wie man in dieser Welt gut lebt, ohne letztgültige Werte aufzugeben.

## Stil
Sā’eb galt als genialer Stegreifdichter und Erfinder neuer Bilder und Vergleiche. Dies nannte er maʿnī-ye bīgāne („fremden Sinn“). Er behauptete, dass die Entdeckung dieser Bezüge direkt auf göttlicher Eingebung (feyż) beruht und in der Einheit allen Seins gründet. Er schrieb auch viele „Antworten“ auf frühere Dichter, das heißt in seinem eigenen Stil umformulierte Versionen bekannter früherer Gedichte.
Viele Effekte in seinen Gedichten entstehen dadurch, dass er nicht gerade auf den Punkt kommt, sondern auf Umwegen, wobei eine Idee von vielen Seiten beleuchtet wird, was er māʿnī-ye pītschīde, „komplizierten“ oder „gewundenen Sinn“ nennt. Er rühmt sich seiner herausragenden Concettos (mażmūn-e bardschaste). Besonders ist er ein Meister des poetischen „Sprichwortzitats“ (ersāl-e mas̱al), in dem eine Behauptung im ersten Halbvers durch ein Sprichwort oder eine bekannte Tatsache im zweiten begründet wird:
آدمی پیر چو شد، حرس جوان میگردد

خواب در وقت سحرگاه گران میگردد
„Wenn ein Mensch alt wird, wird seine Habsucht jung:

Der Schlaf wird tief zur Morgendämmerung.“
Der Vergleich von Schlaf und Leben beruht auf dem bekannten, Ali ibn Abi Talib zugeschriebenen Zitat „Die Menschen schlafen; wenn sie aber sterben, dann wachen sie auf.“ Diesen traditionellen Vergleich verknüpft Sā'eb hier mit einem weiteren Vergleich von Schlaf und Unwissenheit und erzeugt so eine Doppelmetapher.
Oft basieren Sā'ebs Ideen auf der gleichzeitigen Verwendung der wörtlichen und der übertragenen Bedeutung eines Ausdrucks:
جنان به فکر تو در خویشتن فرو رفتیم

 که خشک شد چو صبو دست زیر سر مارا
„In Gedanken an dich waren wir so in uns versunken

Dass die Hand unter unserem Kopf wie ein Murmeltier eingeschlafen ist“

(Wörtlich: „wie ein Weinkrug ausgetrocknet ist“)
„Eingeschlafen“ bzw. „ausgetrocknet“ wird hier sowohl wörtlich als auch übertragen verwendet. Dazu kommt, dass der Sprecher mit seinem abgestützten Arm selbst einem Weinkrug ähnlich sieht.
Sā’eb arbeitet auch gern mit der Belebung abstrakter Konzepte:
معنی از لفظِ سبک روح فلک پرداز است

لفظه ی پرداخته بال و پر این شهباز است

عشق بالاتر از آن است که در وصف آید

چرخ کبکی است که در پنجه ی این شهباز است
 „Bedeutung fliegt am Himmel durch das Wort von schnellem Geist,

Die Schwingen dieses Falken sind aus Wörtern wohlverschweißt.

Die Liebe ist zu hoch für was Beschreibung fangen kann,

Das Schicksal ist ein Rebhuhn, welches dieser Falke reißt.“
Typisch für Sā'eb ist hier weniger der bewusst extra weit hergeholte Vergleich von Dichtung mit Falkenjagd, sondern dass er mit diesem Bild über zwei Verse argumentiert und zu einem Ergebnis kommt. Der Vergleich des Schicksals mit einem Rebhuhn ist nicht willkürlich gewählt, sondern beruht auf einem poetischen Argument: Der sich wie ein Rad (tscharḫ) drehende Himmel produziert das Schicksal durch die Planetenbewegungen und wird traditionell als unerbittlich grausam gesehen. Tscharḫ ist aber auch der Name des Sakerfalken, eines wichtigen Beizvogels. Sā'eb sagt also, dass das Schicksal, das sonst alles zielsicher wie ein guter Jagdfalke fängt, seiner (!) Poesie gegenüber machtlos wie ein Rebhuhn ist, dass er also sein Leben kraft seiner Poesie selbst gestalten kann. Und dies war ja auch der Fall.
Die Dichtung Sā'ebs und die persische Dichtung des 17. Jahrhunderts allgemein weist viele Merkmale auf, die sie in die Nähe der europäischen Barockliteratur rücken:
- Die Literatur basiert auf den erlernbaren Regeln der klassischen Rhetorik.
- Betonung von Virtuosität und Innovation im Rahmen eines Baukastensystems von Themen und Regeln.
- Erzeugung einer bildhaften Vorstellung zum Zweck der Argumentation: der Dichter ist ein Maler von Ideen. (Aber nicht, wie heute, ein Maler seiner eigenen Ideen, sondern der göttlichen Ideen, aus denen die Welt besteht, und die er durch seine trainierte Fantasie besser begreift als andere.)
- Vorliebe für Antithesen und Sentenzen.
- Dichtung dient der Orientierung in einer orientierungslosen Zeit. (Allerdings ist das Vanitasmotiv im Persischen schon älter.)
- Dichtung ist nicht mehr ein Identifikationsinstrument für eine kleine Oberschicht, sondern mehr und mehr eine auch bürgerliche Beschäftigung.[4]

Da der Begriff „Barock“ schon in den europäischen Literaturen schwer zu definieren ist, ist er weit genug, um auch Ṣā’ebs Dichtung als „barock“ bezeichnen.

## Rezeption und Ausgaben
Bis zur Mitte des 18. Jahrhunderts war Sā'eb ein Dichter ersten Ranges. Sein Diwan wurde von den Safaviden in die ganze islamische Welt verschenkt und überall sehr geschätzt. Einige der erhaltenen Handschriften seiner Gedichte sind vom Dichter selbst geschrieben worden, z. B. die in Kalkutta, wahrscheinlich für Ẓafar Khān. Spätere Autographen sind in der Handschrift seines Sekretärs ʿĀref, aber vom Dichter selbst redigiert. Damit ist die Textüberlieferung von Ṣā’eb die genaueste irgendeines persischen Dichters vor 1900. Selbst seine Lektüre wurde Bestandteil des Poesieunterrichts, denn eine Liste von Ṣā’ebs Lieblingswerken anderer Dichter (bayāż) zirkulierte bis Hyderabad in Indien. Ṣā’eb hat auch selbst Anthologien seines Werkes herausgebracht. Zumindest die Auswahl Merʿāt ol-jamāl („Spiegel der Schönheit“), die Gedichte zum menschlichen Körper enthält, stammt sicher von ihm. Bei anderen ist seine Autorschaft unsicher, wie bei „Das Weinhaus“ (Meychāne), „Kerze und Falter“ (Schamʿ-o parvāne) oder „Die Morgentoilette“ (Arāyesch-e negār) über Kamm und Spiegel.
Während die Bewunderung für Sā'eb in Afghanistan und Tadschikistan ungebrochen ist, entstand im Iran der 1770er Jahre die Bewegung der „Rückkehr“ (bāzgascht) zu den Klassikern, die alle Dichter nach Dschami (also nach 1500) für heruntergekommen hielt, weil sie die einfache Sprache der Klassiker nicht verwendete. Infolgedessen wurde auch Sā'eb als unverständlich und kompliziert geschmäht. Dieses Urteil hielt sich bis in die 1950er Jahre, als Mohammad-Taqi Bahar für die Epoche zwischen 1500 und 1750 den Begriff „Indischer Stil“ (persisch سبک هندی, DMG sabk-e hendī) prägte und damit eine dekadente, schwülstige und vor allem uniranische Poesie meinte. Seine Argumente sind jedoch schlecht oder gar nicht begründet, und Sā'eb war gerade im Iran zum Meister dieser Poesie geworden. Danach begannen sich mehr Literaturwissenschaftler, mit Sā'ebs Werk im Kontext zu beschäftigen und seinen Stil zu verstehen. Mit einem Kongress über sein Werk in Teheran 1976 wurde er als einer der ersten iranischen „Barockdichter“ wieder rehabilitiert und wird seitdem wieder viel gelesen.